# Matthieu Cointerel
Matthieu Cointerel (ur. w 1519 w Morannes, zm. 29 listopada 1585 w Rzymie) – francuski kardynał.

## Życiorys
Urodził się w 1519 roku w Morannes, jako syn Hilaire Contarellego i Guyone Viuan. Studia odbył na Université d’Angers, a wkrótce potem wyjechał do Italii. Przebywając w Wenecji, leczył go lekarz, będący bratem Uga Boncompagniego, który został jego protektorem. Cointerel wziął udział w obradach soboru trydenckiego, a następnie został klerykiem Kamery Apostolskiej i datariuszem apostolskim (od chwili promocji kardynalskiej – kardynałem prodatariuszem). Po przyjęciu święceń kapłańskich został przydzielony do diecezji Le Mans. 12 grudnia 1583 roku został kreowany kardynałem prezbiterem i otrzymał kościół tytularny S. Stefano al Monte Celio. Zmarł 29 listopada 1585 roku w Rzymie.